# Gili Dasami
Gili Dasami is een klein eiland behorend tot de Kleine Soenda-eilanden. Het is gelegen ten zuiden van het eiland Rinca in het oosten van Indonesië waar het staatkundig ook toe behoort. 
Het eiland is van vulkanische oorsprong, het geniet enige bekendheid doordat het onderdeel is van Nationaal park Komodo. Gili Dasami werd, net als Gili Motang, in 1991 op de werelderfgoedlijst van UNESCO gezet. Het is een van de weinige plaatsen is waar de komodovaraan (Varanus komodoensis) voorkomt, er leven zo'n 100 exemplaren. 